# Cedrelopsis
Genre
Synonymes
- Katafa Costantin & J.Poiss., 1908[1],[2]

Cedrelopsis est un genre de plantes à fleurs de la famille des Rutaceae. Il comprend huit espèces d'arbres et arbustes, toutes endémiques de Madagascar.

## Liste des espèces
Le genre comprend les huit espèces suivantes,,. Elles sont toutes évaluées par l'Union internationale pour la conservation de la nature.
- Cedrelopsis ambanjensis J.-F.Leroy
- Cedrelopsis gracilis J.-F.Leroy
- Cedrelopsis grevei Baill. & Courchet
- Cedrelopsis longibracteata J.-F.Leroy
- Cedrelopsis microfoliolata J.-F.Leroy
- Cedrelopsis procera J.-F.Leroy
- Cedrelopsis rakotozafyi Cheek & Lescot
- Cedrelopsis trivalvis Leroy